# 런던 지하철 S7 및 S8형 전동차
런던 지하철 S7 및 S8형 전동차(영어: London Underground S7 and S8 Stock)는 흔히 S형 열차(S Stock)라 불리며, 2010년 이후 런던 지하철의 저심도 노선에 사용되는 통근형 전동차이다. 봄바디어 트랜스포테이션의 더비 리처치 레인 웍스(Derby Litchurch Lane Works)에서 제조한 S형 열차는 메트로폴리탄선, 디스트릭트선, 해머스미스 & 시티 선, 서클선에서 1960년대와 1970년대 이후 사용된 A60, A62, C69, C77, D78형 전동차를 대체하기 위해 도입했다. 주문은 총 191편성(1,395량)의 열차로 구성되며, 서클·디스트릭트·해머스미스 & 시티 선은 S7형, 메트로폴리탄선은 S8형 등 2종류로 구성되며, 좌석 배치와 차량 수에 차이가 있다. 두 종류 모두 에어컨을 설치하고 또 장애인이 쉽게 이용할 수 있도록 바닥을 낮추었으며, 열차가 이동하는 동안 승객이 한 객차에서 다른 객차로 이동할 수 있도록 통로를 개방했다.
런던 교통국에 따르면 15억 파운드의 비용으로, 영국에서 가장 큰 규모의 단일 철도차량 주문인 것으로 알려졌다.
2010년 7월 메트로폴리탄선, 2012년 7월 해머스미스 & 시티 선, 2013년 9월 서클선과 디스트릭트선에서 여객 운행이 시작됐다. S형은 2012년 9월 메트로폴리탄선의 A형, 2014년 2월 서클과 해머스미스 & 시티 선의 C형, 2014년 6월 디스트릭트선의 D형 일부, 그리고 2017년 4월에 나머지 디스트릭트선의 D형을 완전히 대체하였다.

## 개요
"S" 명칭은 런던 지하철에서 의도된 노선과 관련된 문자로, 저심도 열차를 지정하는 전통에 따라 교외의 영단어 "suburban"에서 따왔다. 비슷한 사례로 메트로폴리탄선 아머셤(Amersham)행에서 따온 A형 전동차, 서클선(Circle line) 및 해머스미스 & 시티 선(Hammersmith & City line)에서 따온 C형 전동차, 디스트릭트선(District line)에서 따온 D형 전동차가 있다.
봄바디어의 모바이아 제품군에 속하는 이 차량은 서클·디스트릭트·해머스미스 & 시티 선의 7량 편성 S7형 133대와 메트로폴리탄선의 8량 편성 S8형 58대로 구성되어 있다. 또한 메트로폴리탄선에서 8량의 S8형 열차가 엔지니어링 수정과 ATC 장착을 위해 반환되었고, 7+1형이라 불리는 8량 열차 3대가 추가로 사용되었다. 이 열차는 7량 S7형과 또 다른 S7형의 추가 객차로 구성되어 8량 편성을 이루었다. 이 열차는 S7형의 전방향 좌석을 유지하여 나머지 S8형과 구분된다. 이들 열차는 2018년 서클·디스트릭트·해머스미스 & 시티 선에서 7량 편성으로 다시 개조해 운행했다. S8형은 2010년과 2012년 사이에 운행을 개시하여 2012년 9월까지 노선 전체 운행을 실시했다.
S형은 기존 열차보다 가속도가 1.3 m/s2 (2.9 mph/s)로 빨라졌지만, 최고속도는 100 km/h (62 mph)로 A형보다 13 km/h (8 mph) 느리지만 C형과 D형보다는 빠르다. 구형 및 신형 전동차와의 이중운행 기간 동안, 이 차량은 신호 제약을 준수하고 서비스의 묶음을 피하기 위해 이전 열차의 성능과 일치하도록 제한했다. S8형 전동차는 A형의 448명 대비 306명의 승객을 수용해 32%가 감소했지만 입석 승객(976명 대비 1,226명)을 25% 더 수용할 수 있고 휠체어 전용 공간도 갖췄다.
전압은 공칭 630V에서 750V로 증가했다. 이를 통해 더 나은 성능과 함께 에어컨 장착과 fully motored-axle 열차의 증가된 전력 요구를 충족할 수 있으며, 열차가 회생 제동을 통해 에너지를 네트워크로 반환 할 수 있다.
현재 S형은 디스트릭트선 전체, 메트로폴리탄선 대부분, 해머스미스 & 시티 선-서클선 일부에서 수동운전으로 운영되고 있다. 라티머 로드와 해머스미스 사이의 구간은 2019년 3월 자동운전으로 전환되었고, 라티머 로드와 유스턴 스퀘어, 핀클리 로드와 유스턴 스퀘어 사이의 구간이 2019년 9월에 전환했다.

## 특징

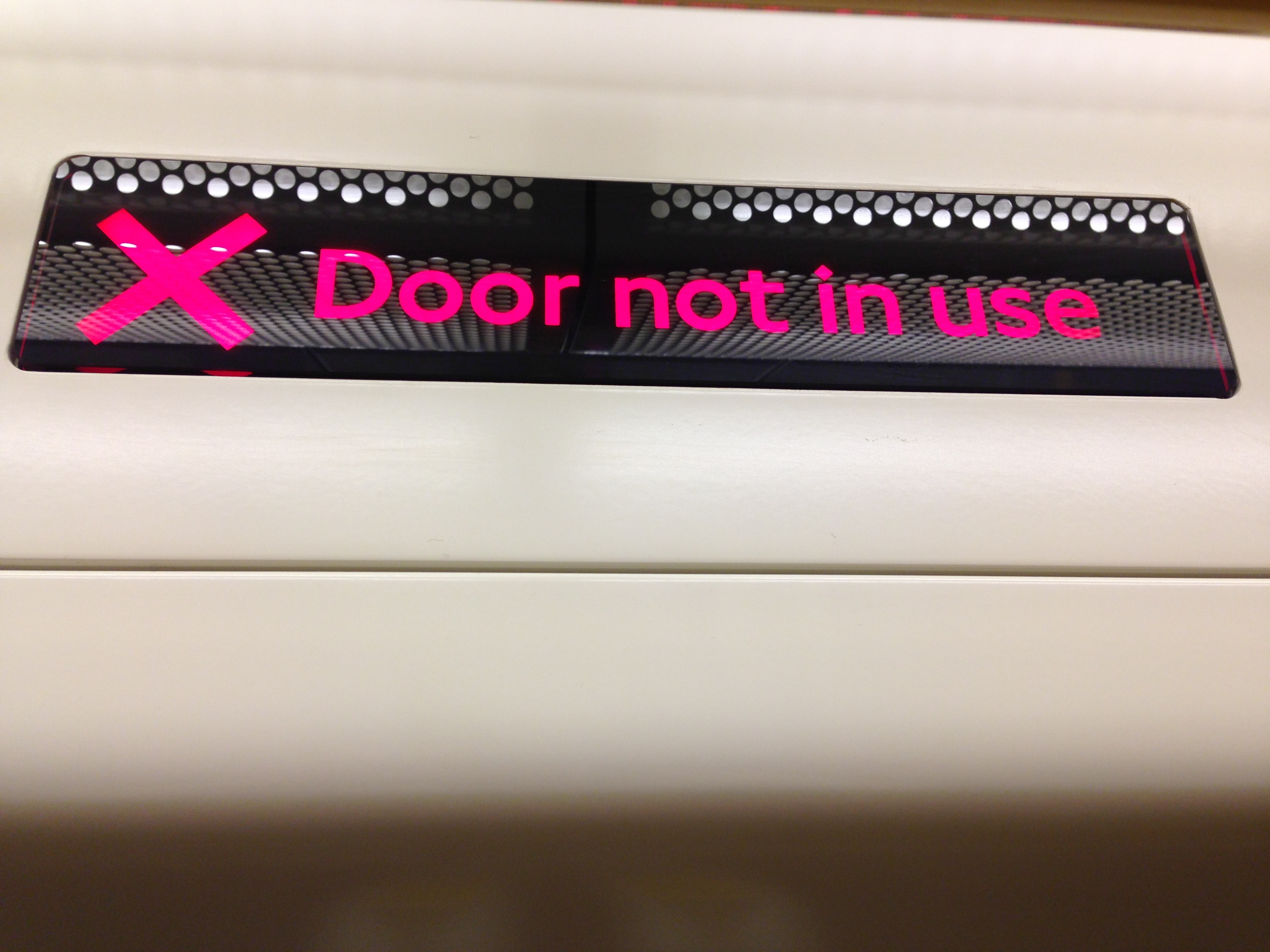
베이커 스트리트 역과 같이 승강장이 기차보다 짧은 일부 역에서는 선택적 출입문 작동(SDO)이 사용된다.

S형은 전체적으로 냉방 시설을 갖추고 있다. 고심도 튜브 노선과 달리 저심도 노선의 터널은 배기된 뜨거운 공기가 분산시킬 수 있으며, 그리고 저심도 노선의 3분의 2가 지상에 있기 때문에 가능했다. 이 차량에는 회생제동이 있어 약 20 %의 에너지를 네트워크로 반환하여 에너지 효율을 높인다.

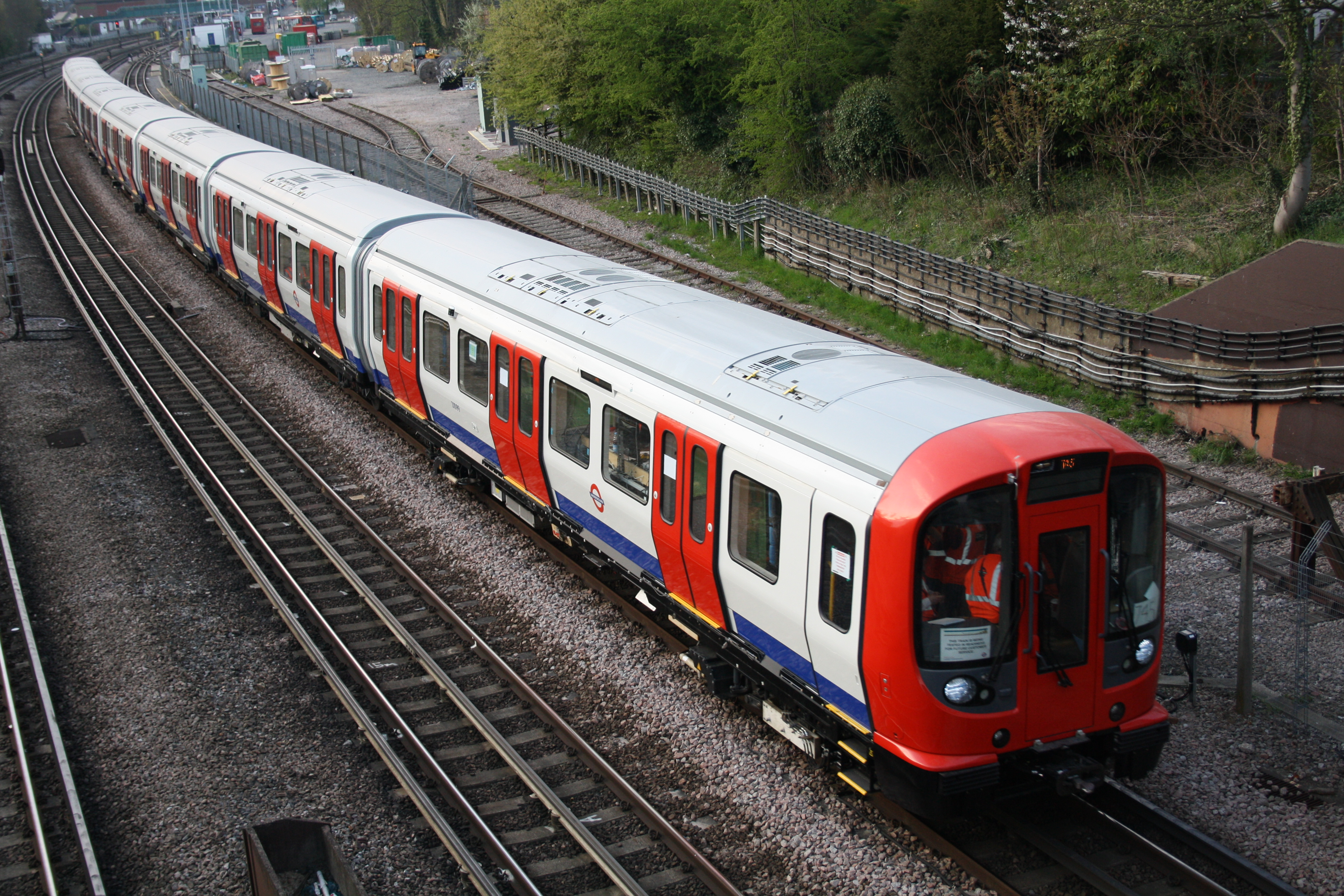
노스우드 인근에서 시운전 중인 S8형 열차

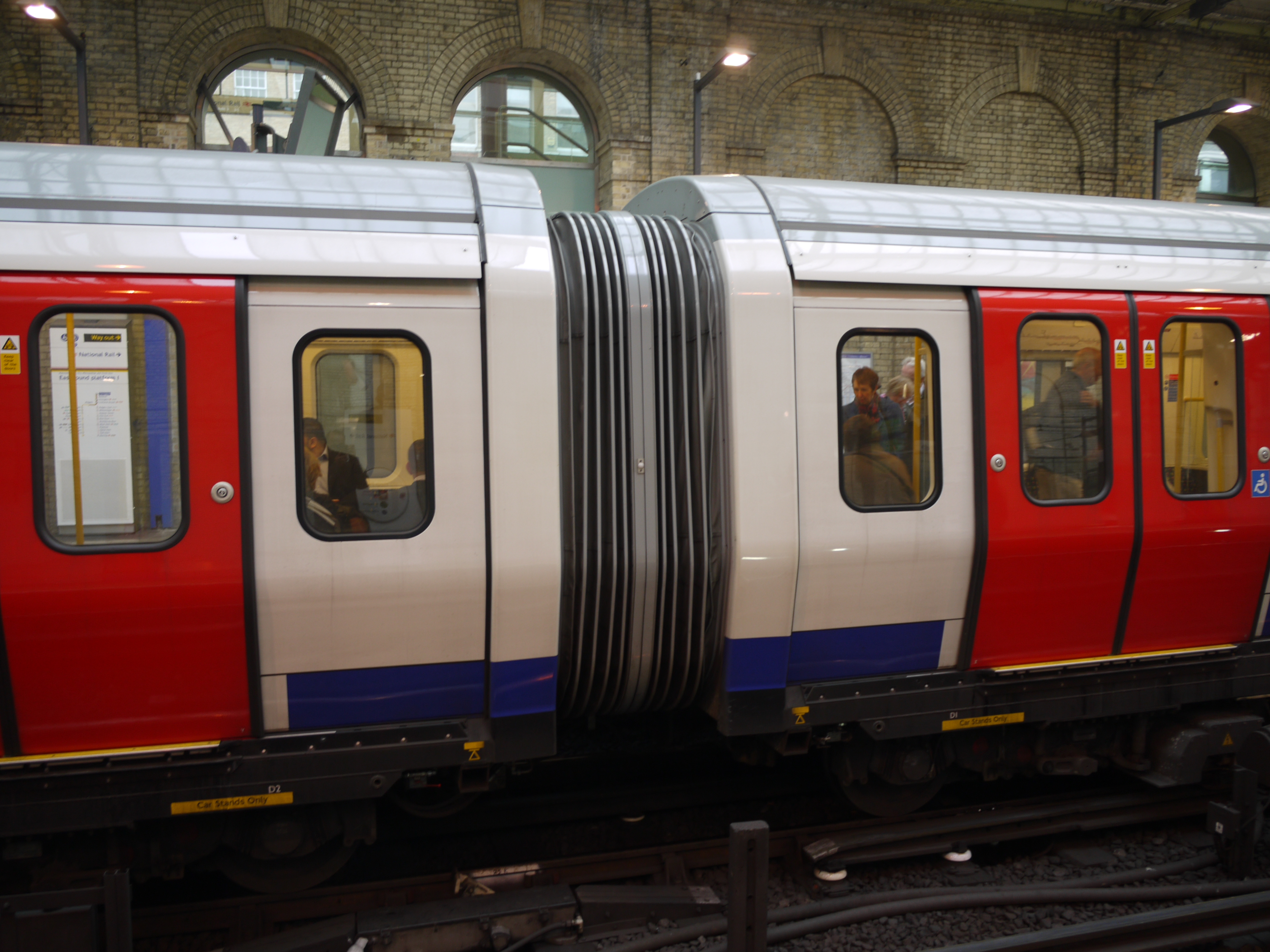
차량간 통로 연결막

끝 외부 디스플레이에는 두 줄의 문자열이 표시된다. 목적지는 윗쭐에, 노선은 아래줄에 표시된다. 내부적으로는 D형(A·C형에는 DMI가 부족)보다 더 큰 도트 매트릭스 표시기(DMI)를 가지고 있다. DMI는 목적지와 노선 외에, 안전 알림과 같은 다른 메시지를 표시할 수 있다. 또한 외부도 목적지와 노선을 번갈아 나타내는 DMI가 있으며, S8형에서는 정차 유형(특급, 급행, 전역정차)도 있다. S8형은 메트로폴리탄선에 도트 매트릭스 표시기와 자동 안내방송을 도입한 최초의 차량이다.
런던지하철 열차 중 첫 번째로 도입한 냉방 시스템은 미쓰비시가 공급하고 있으며 두개의 회로가 있어 한개의 고장이 발생해도 50%의 용량을 유지할 수 있다. 런던 오버그라운드의 378형과 유사하게 객차마다 통로를 통해 승객들이 붐비는 객차에서 더 많은 공간이 있는 객차로 이동할 수 있고, 서있을 수 있는 여분의 공간을 제공하며, 안전감을 조성한다. CCTV는 운전자가 모든 차를 들여다 볼 수 있게 하고, track-to-train 비디오 링크는 운전자에게 역을 나가기 전에 기차 외관을 볼 수 있게 해준다. 각 운전실에는 비상시에 신속하게 대피할 수 있도록 접이식 계단이 있다.
S형 차량에는 캔틸레버식 좌석이 있어 청소와 가방 수납이 용이하다. 좌석 구성은 두 열차 모델간에 다르다. S7형은 승객 통행이 더 많은 도심 노선에 사용되며, 전체적으로 세로 좌석이 있다. S8형은 외부 교외의 장거리 운행에 사용되며, 가로좌석과 세로좌석이 혼재되어 있으며, 열차당 4개의 휠체어 공간이 있다. S7형 열차는 117.45 미터 (385 ft 4 in), S8형은 133.68 m (438 ft 7 in)의 길이이다.
비상경보기의 우발적인 누름을 방지하기 위해 휠체어 공간 옆에 경보 버튼 위로 플랩이 있다.
모든 S형 열차는 모든 저심도 노선에서 운행할 수 있으며, 열차보다 짧은 역에서는 선택적 출입문 개폐가 사용된다. S7형은 7량 편성, S8형은 8량 편성으로 이루어졌다. 스톡은 8대를 보유하고 있다.

### 디자인 아이콘
Transport by Design 프로그램 활동의 일부로, 2015년 10월 15일, 2개월간의 공개 투표 후, S형 전동차는 런던 시민들이 선호하는 10가지 교통 디자인 아이콘 중 하나로 선출되었다.

## 운행 도입

### 메트로폴리탄선

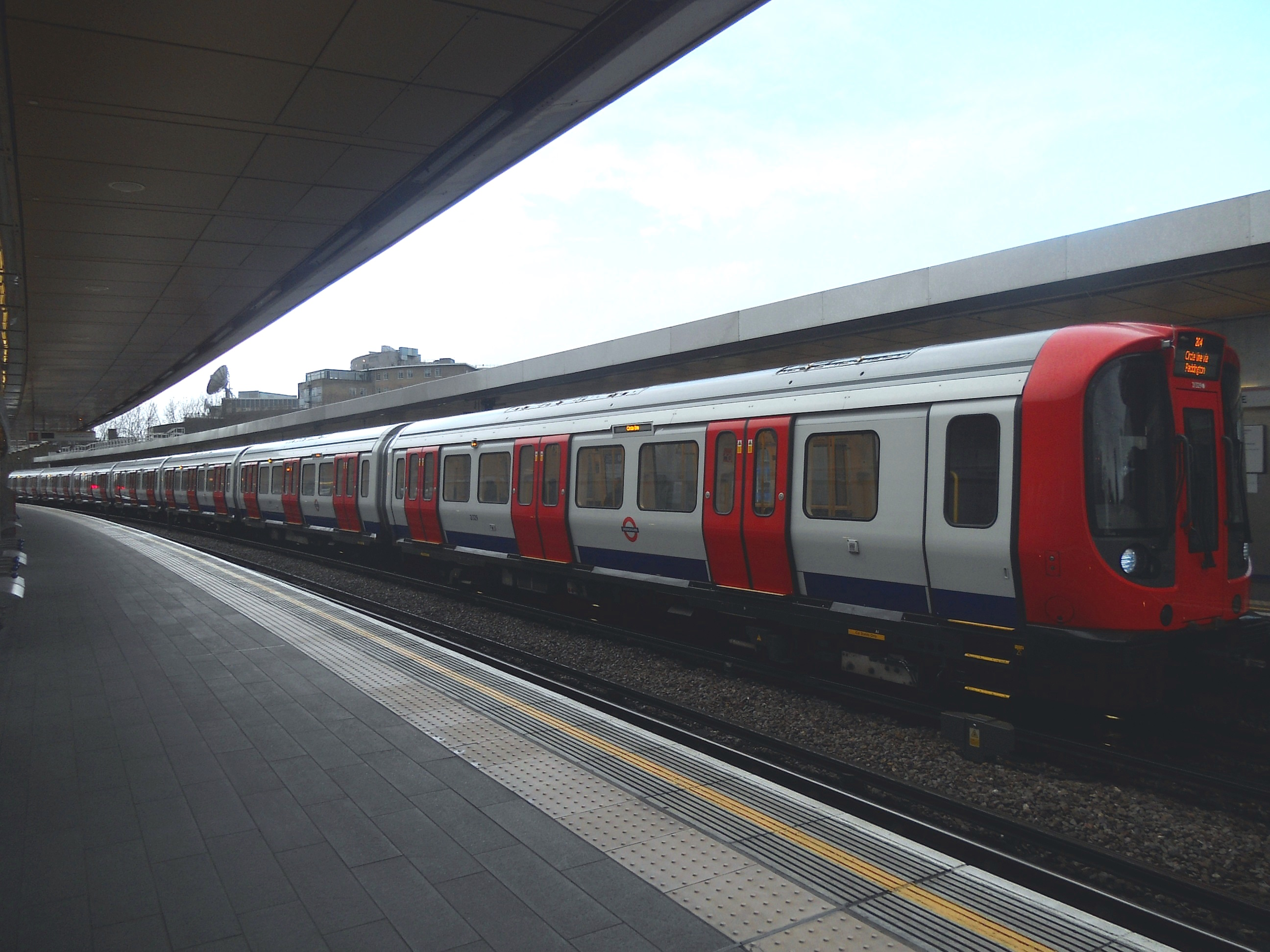
서클선 우드 레인 역에 정차한 런던 지하철 S7형 열차.

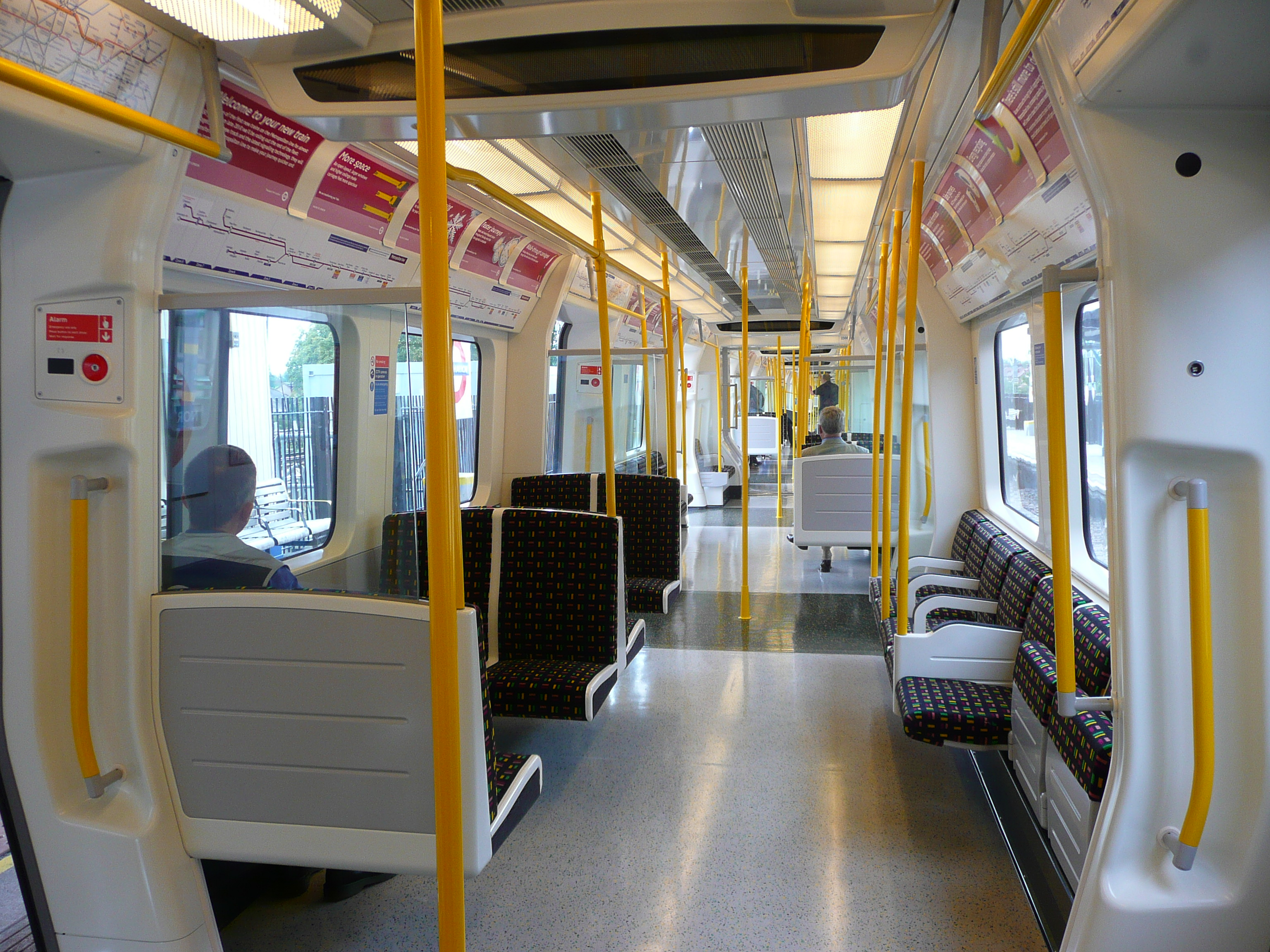
가로형 좌석이 있는 메트로폴리탄선 S8형 열차의 내부.

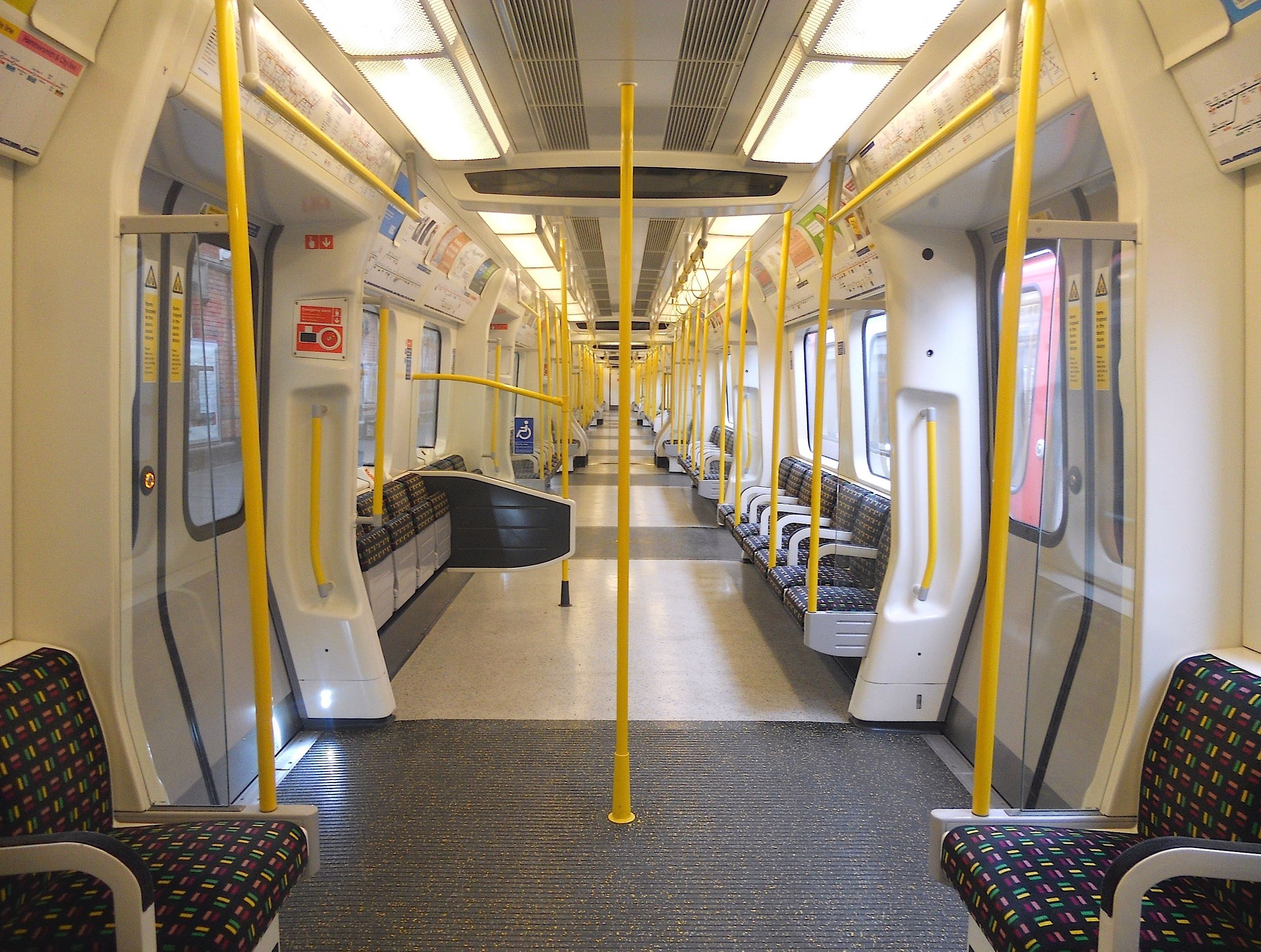
서클선, 디스트릭트선, 해머스미스 & 시티 선 S7형 열차의 내부, 휠체어 주차 공간 표시

S8형은 당초 2009년 11월 9일부터 왓포드 노스 커브를 통해 아머셤과 왓포드 사이의 야간 시운전을 행했다. 2010년 1월 초에 운전자 교육이 시작되었고, 웸블리 파크와 왓포드 사이를 오가며 2010년 7월 31일에 첫 열차가 영업 운행에 들어갔다.
2011년 6월 27일까지 S8형은 메트로폴리탄 전 노선을 걸쳐 운행하였다. 신뢰성에 대한 우려로 2011년 11월 런던 교통국에 의해 배송이 중단되었다. 런던 지하철의 니스던 차량사업소에는 다수의 열차가 입고되었지만, 정식 운행에 들어가지 못했다. 입고는 2011년 12월 중순에 재개되었다.
2012년 8월 런던 지하철은 A형과 비교하여 난간 높이에 대한 승객들의 불만이 높아 S8형에 스트랩 핸들이 도입될 것을 확인했다.
2012년 9월 15일까지 58대의 S8 열차가 모두 니스던 차량사업소에 입고되었다. S형 열차는 11일 만에 완전히 퇴역하였다. 2012년 11월, 신형 열차 중 37개가 봄바디어의 비용으로 긴급 수정을 위해 봄바디어로 반송될 예정이며, 운전자는 운전석에 만족하지 않은 것으로 보고되었다.

### 해머스미스 & 시티 선

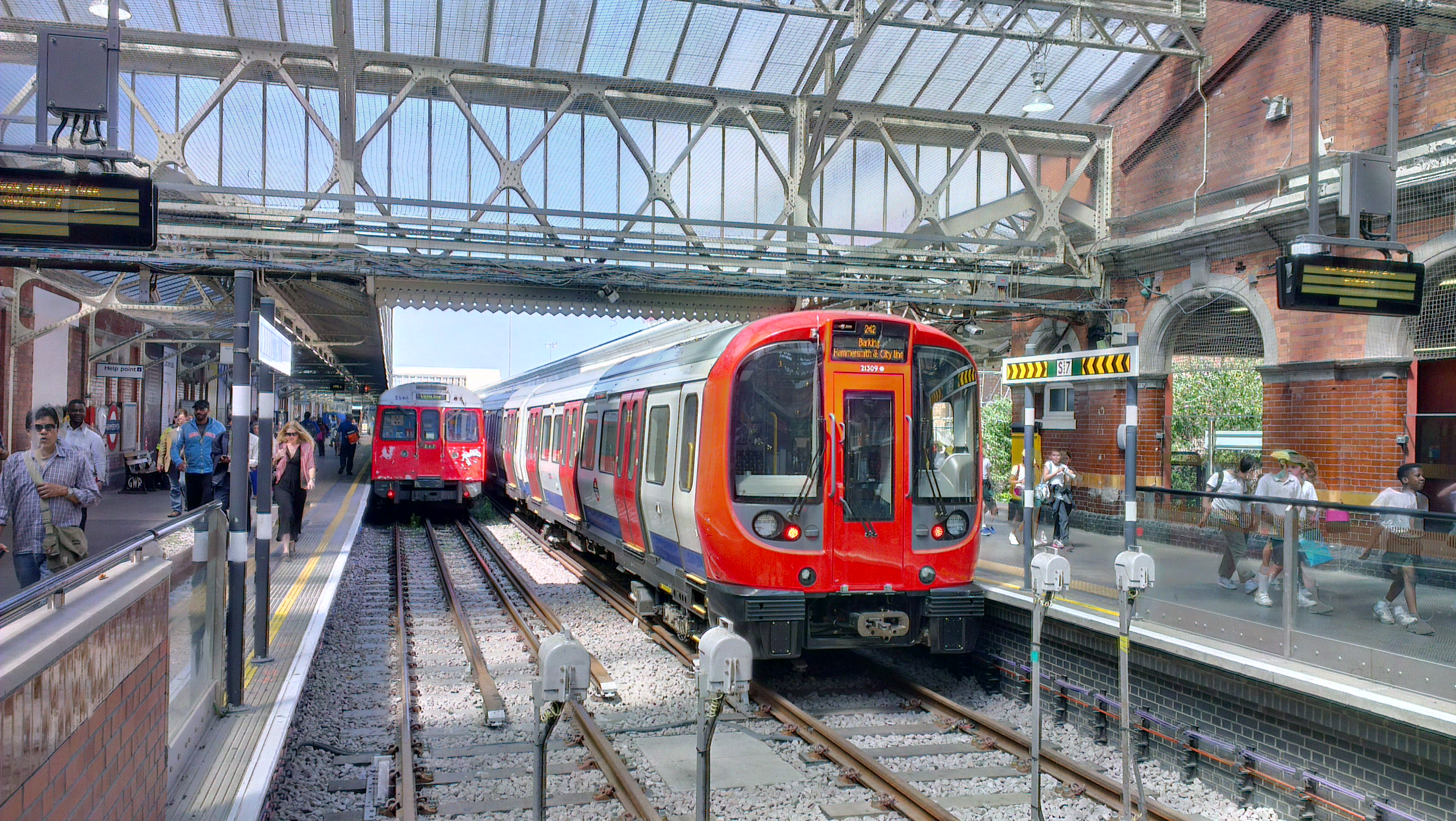
2013년 7월 해머스미스역 (서클, 헤머스미스 & 시티 선)의 C형(왼쪽)과 S7형(오른쪽)열차

첫 열차는 2012년 7월 6일 해머스미스에서 무어게이트까지 운행되었다. S7 열차는 대차한 C69·C77 열차보다 길기 때문에(6량과 93 m의 길이 대신, 7 량과 117m의 길이), S7 운행이 가능하도록 일부 역 승강장을 연장해야 했다. 베이커 스트리트역과 같이 물리적으로 불가능한 것으로 판명된 역의 경우, 열차 끝에는 출입문이 열리지 않는 선택적 출입문 개방 기능을 가지고 있다.
2012년 12월 4일, S7형 차량이 시운전을 위해 무어게이트에서 동쪽으로 바킹까지 운행했다. S7형 차량이 혼잡시간대에 모습을 드러낸 것은 이번이 처음이다. S7형이 2012년 12월 9일 해머스미스에서 바킹까지 전체 시간대에 운행하기 시작했다. 이 노선은 2014년 2월 10일에 S7형으로 완전히 운행되었다.

### 서클선
S7형 차량은 2013년 9월 2일 서클선에 운행을 시작하였고, 2014년 2월 10일에 C형 차량을 완전히 대체했다.
서클선의 C형 차량은 런던 지하철에서 "점점 빈도가 낮은 상태"라고 간주되여, D형은 디스트릭트선의 D형보다 앞서 대차되었고, D형은 2005년에서 2008년 사이에 대대적으로 개조되었다.

### 디스트릭트선

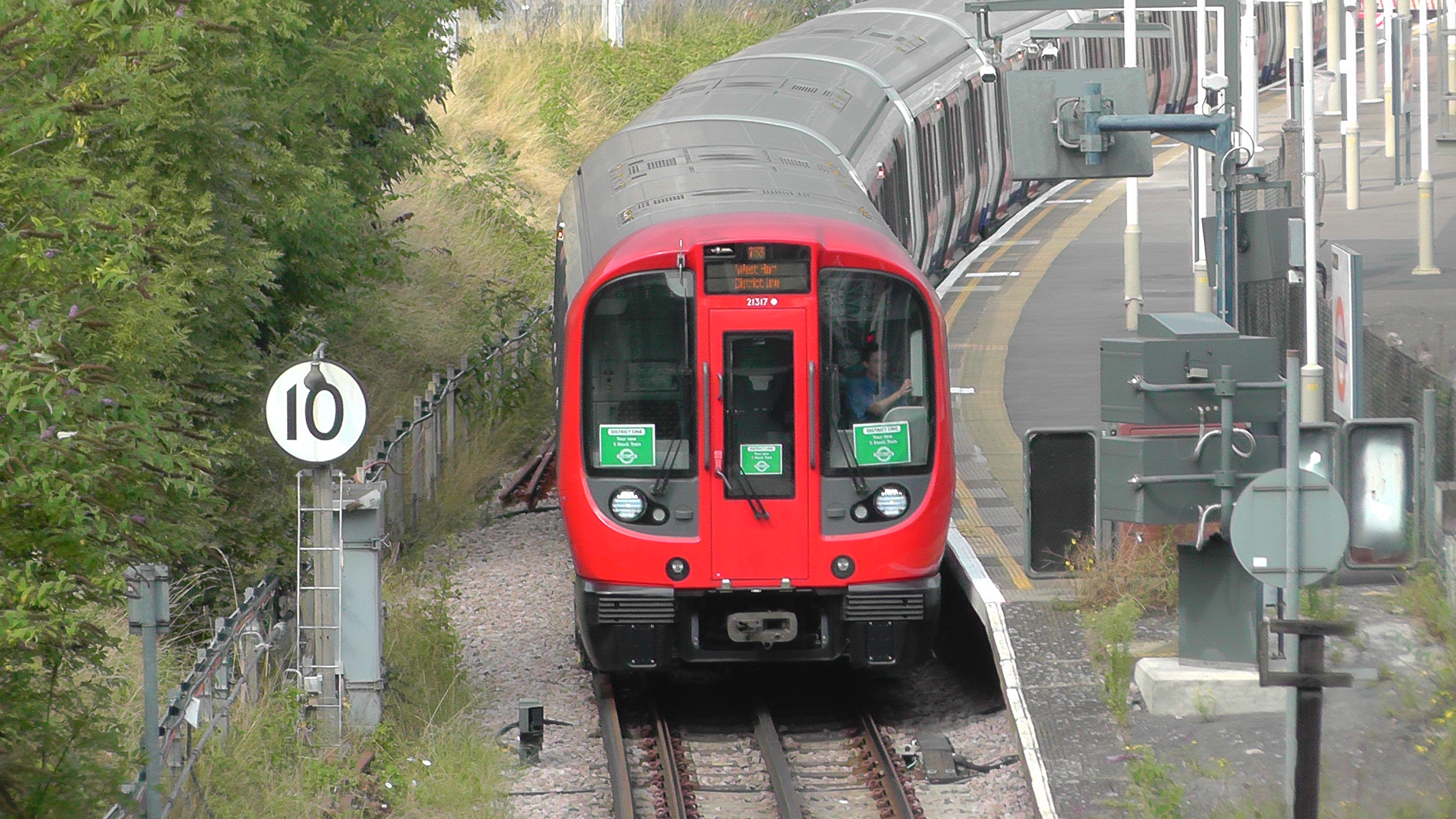
켄싱턴(올림피아)역에서의 디스트릭트선 웨스트햄행 S7형 열차

기존에 운행한 D78형이 S7형으로 대차하도록 한 다른 열차들보다 신형인데다가 최근 개조를 했기 때문에 디스트릭트선은 가장 마지막으로 S7형의 완전 운행이 이루어진 노선이었다. 첫 S7형 열차는 2013년 9월 2일 올림피아와 웨스트햄 간 노선에서 운행에 들어갔다.
2014년 2월 6일, S7형은 윔블던-에지웨어 로드 간을 운행하기 시작했다. S7형은 2014년 6월 13일 일링 브로드웨이에 운행을 시작했고, 6월 17일에는 리치먼드에 운행을 시작했다. 2015년 1월 16일, S7형은 업민스터에 운행을 시작했다. D78형의 대차는 1월 19일에 시작되었다.
D78형 차량은 2017년 4월 21일 최종 편성이 운행에서 퇴역하면서 S7형으로 완전히 대체되었다.

## 명칭
런던 지하철은 일부 S형 차량의 명칭을 부여했다.
- 21100 – 팀 오툴 CBE(Tim O'Toole)
- 21302 – 퀸 엘리자베스 II(Queen Elizabeth II)

## 편성
각 차량은 5자리 숫자를 가지고 있다: 두 번째 숫자는 차량의 종류를 식별하고, 마지막 세 자리는 편성번호(001–116, 301–566)이다. A엔드 차량은 홀수, D엔드는 짝수, 25nnn 차량은 제빙 장비가 장착된 열차에서 23nnn 차를 대체한다.
| 편성 유형 |  | 홀수 편성 | A-엔드 | A-엔드 | A-엔드 | A-엔드 |       | D-엔드 | D-엔드 | D-엔드 | D-엔드  | 짝수 편성 |
| 편성 유형 |  | 홀수 편성 | DM     | M1     | M2     | MS     |       | MS     | M2(D)  | M1     | DM      | 짝수 편성 |
| S7 제빙기 |  | 301–385   | 21nnn  | 22nnn  |        | 24nnn  | —     | 24nnn  | 25nnn  | 22nnn  | 21nnn   | 302–386   |
| S7        |  | 387–565   | 21nnn  | 22nnn  | 24nnn  | —      | 24nnn | 23nnn  | 22nnn  | 21nnn  | 388–566 |           |
| S8 제빙기 |  | 001–055   | 21nnn  | 22nnn  | 23nnn  | 24nnn  | —     | 24nnn  | 25nnn  | 22nnn  | 21nnn   | 002–056   |
| S8        |  | 057–115   | 21nnn  | 22nnn  | 23nnn  | 24nnn  | —     | 24nnn  | 23nnn  | 22nnn  | 21nnn   | 058–116   |

## 같이 보기
- 빅토리아선 2009 전동차 (봄바이더 모바이아 제품군의 일부)
- 런던 지하철 378형
- 뉴 튜브 포 런던